# Steenanjer
Steenanjer (Dianthus deltoides), soms ook Zwolse anjer, Vechtdalanjer of heideanjer genoemd,  is een soort uit het geslacht anjer (Dianthus). De soort staat op de Nederlandse Rode lijst van planten als vrij zeldzaam en matig afgenomen. In Nederland is de plant vanaf 1 januari 2017 niet meer wettelijk beschermd.

## Determinatie
Steenanjer is een vaste plant die een hoogte bereikt van 20–45 cm. Ze heeft een kort-stekelharige stengel. De blauwgroene bladeren zijn 1–2,5 cm lang en 1–1,5 mm breed. De soort bloeit van juni tot in de herfst met rode, langgesteelde, 1–2 cm grote bloemen, die een donker gekleurde ring en lichter gekleurde vlekjes hebben. De bloemen staan alleen of in een wijd vertakt bijscherm. De vrucht is een eenhokkige doosvrucht. Het aantal chromosomen is 2n = 30.

## Ecologie
De plant komt voor op droge, meso-oligotrofe zandgrond in laag grasland. Ondanks dat de soort ook heideanjer wordt genoemd, komt ze niet of zelden in heidegebieden voor.

### Syntaxonomie

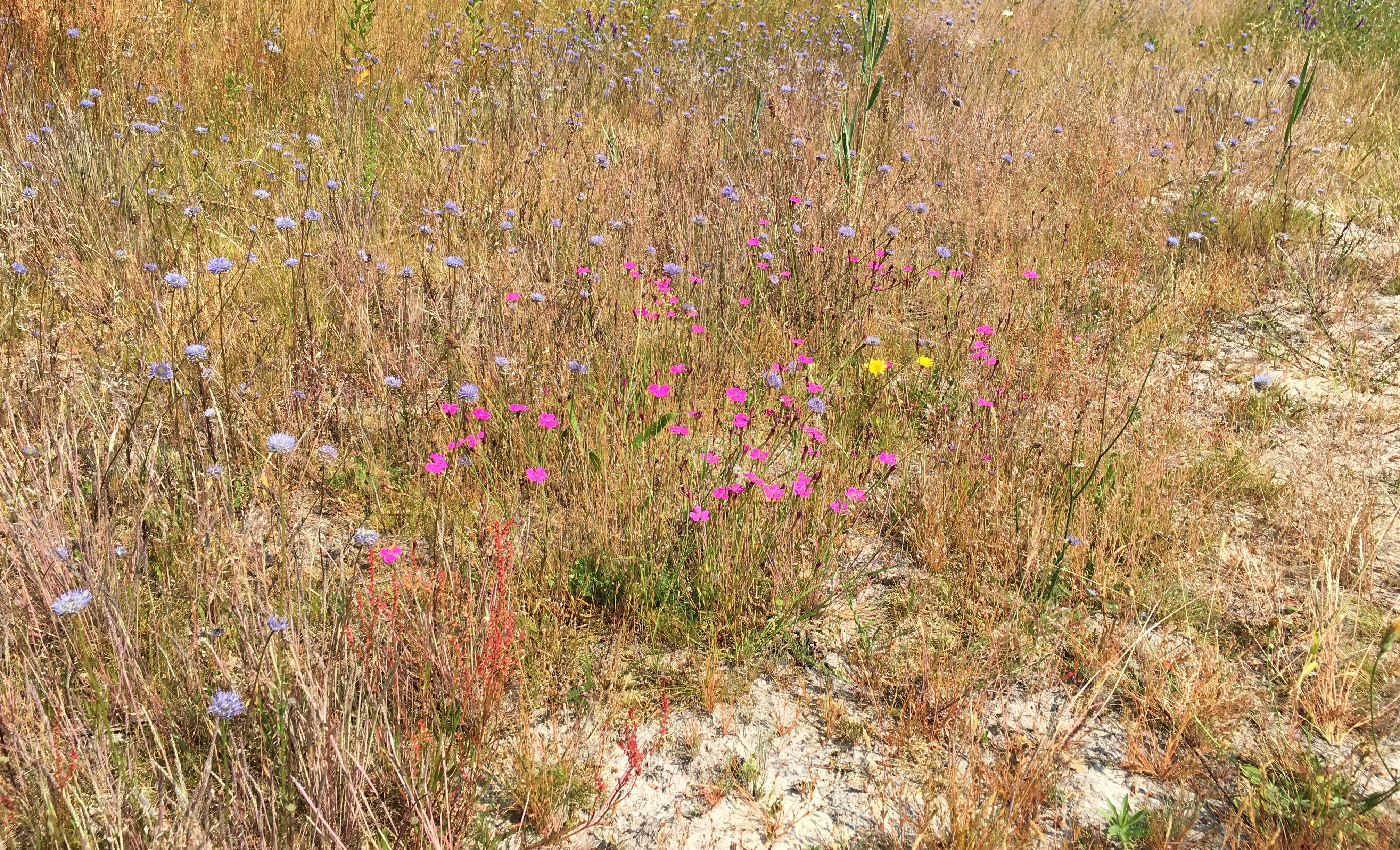
Steenanjer in droog grasland van de associatie van schapengras en tijm.

Steenanjer is een kensoort voor de associatie van schapengras en tijm (Festuco-Thymetum), een plantengemeenschap behorende tot de klasse van droge graslanden op zandgrond.

## Verspreiding
De plant komt van nature voor in Eurazië. In Nederland is ze plaatselijk vrij algemeen in het stroomgebied van de Overijsselse Vecht en Dinkel. Elders in Nederland zijn autochtone populaties zeer zeldzaam, verwilderd of uitgezaaid komt de plant met enige regelmaat voor. In België komt de plant van nature voor in het noorden van Limburg en het zuiden van Luxemburg.

## Cultivatie
Steenanjer wordt ook gebruikt in siertuinen en is van daaruit ook wel verwilderd. Voor de siertuin zijn verscheidene cultivars beschikbaar.

## Fotogalerij

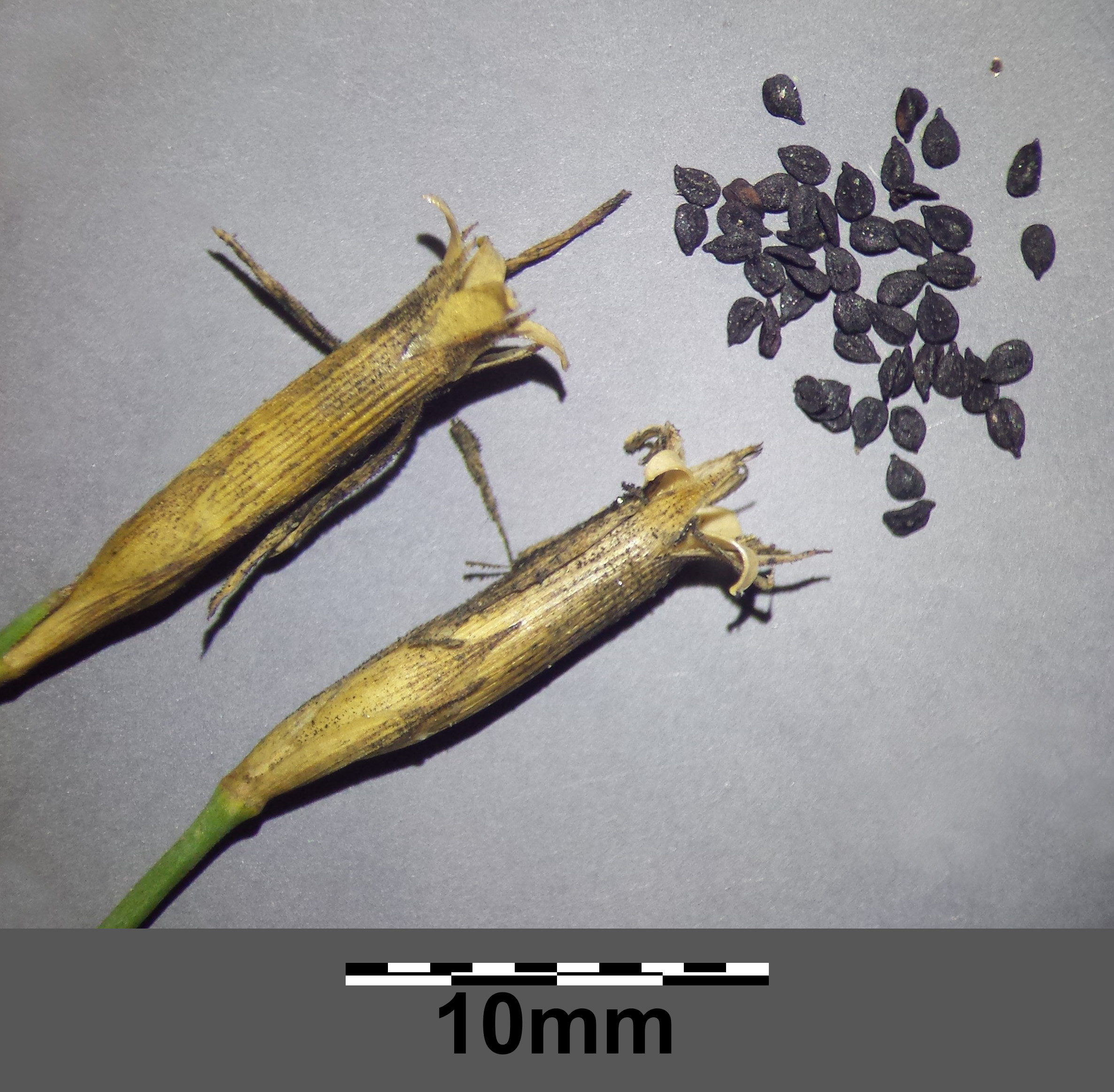
Vruchten en zaden
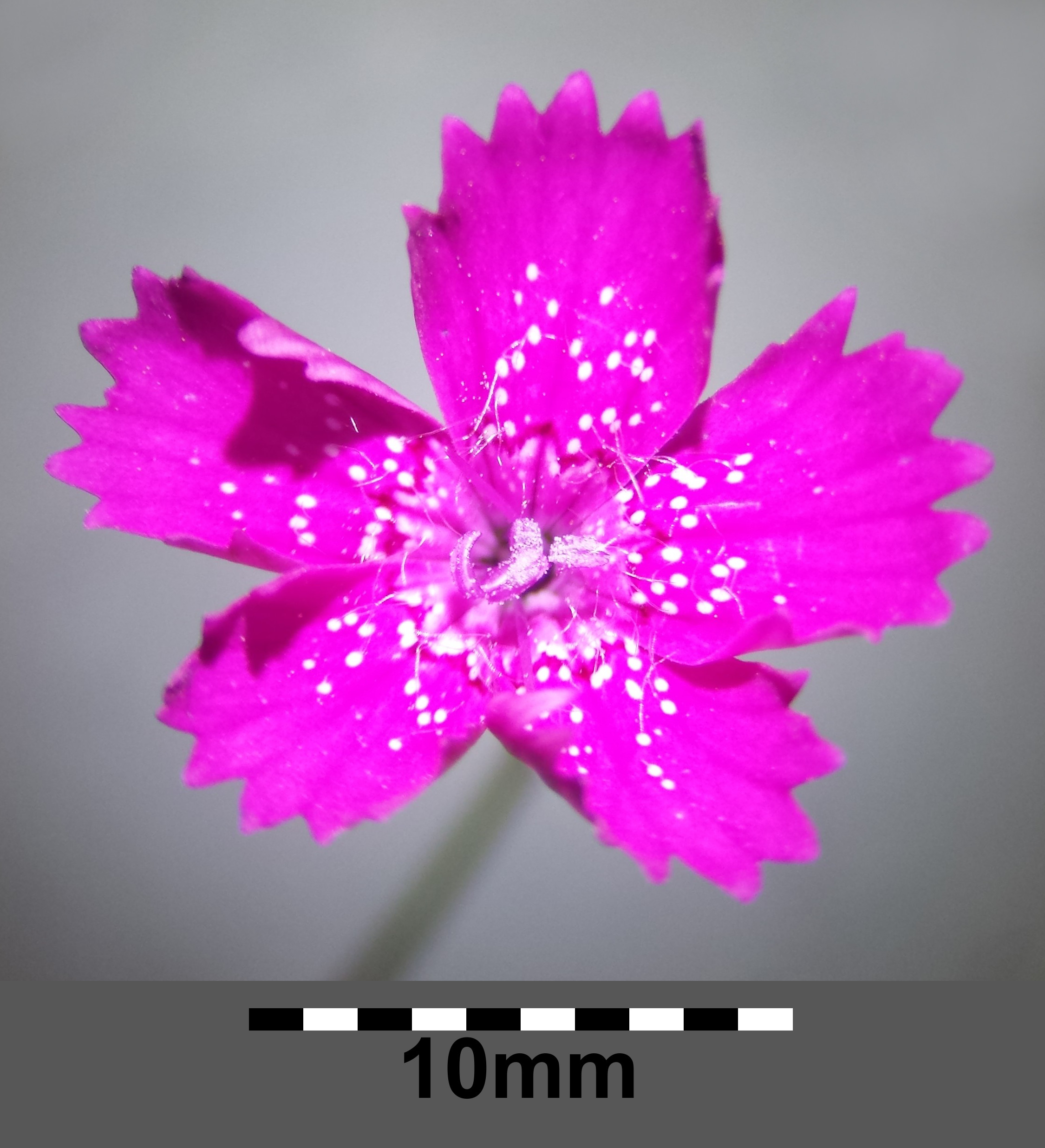
Bloem (bovenzijde)
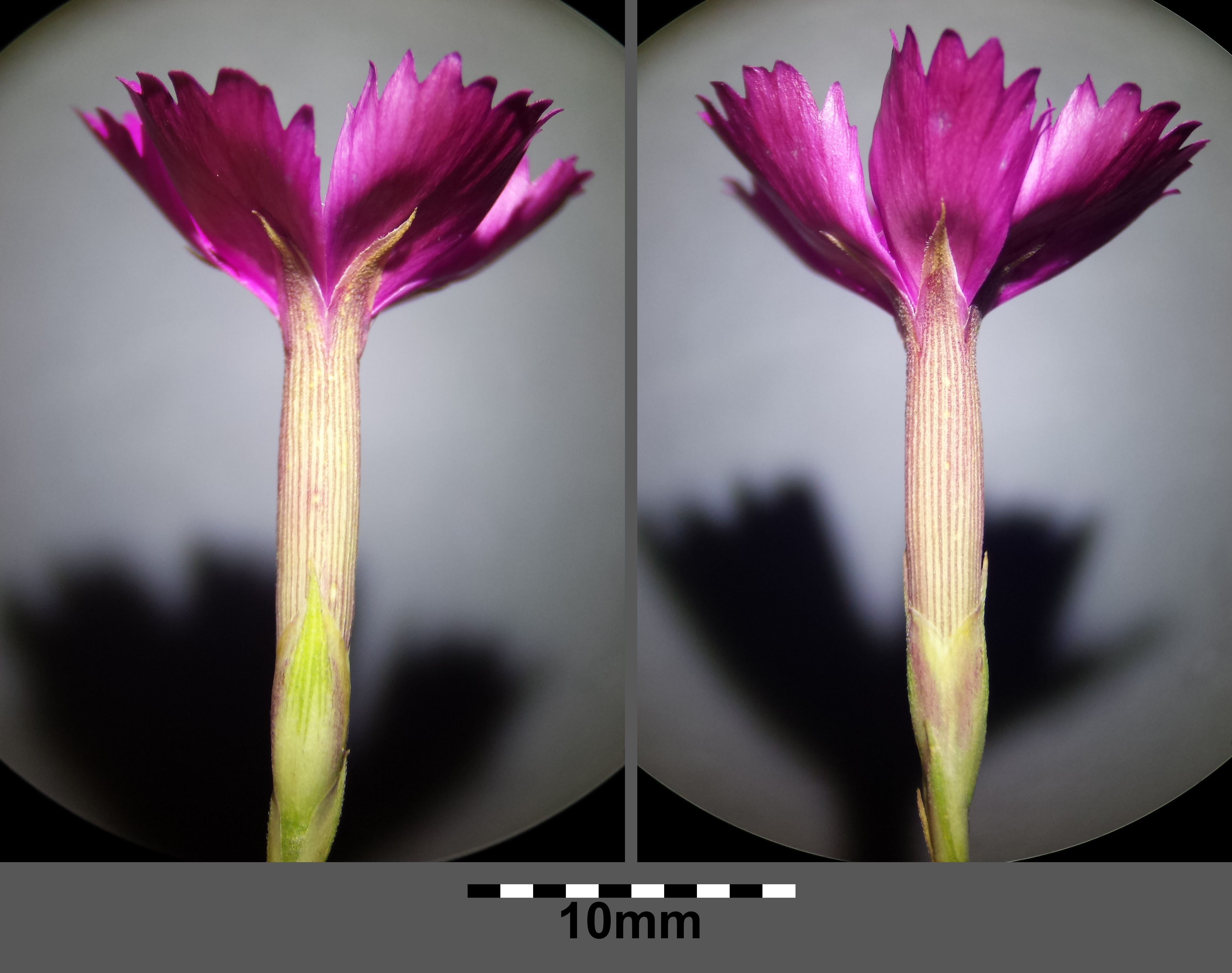
Bloem (zijaanzicht)